# Ломан, Брам
Брам Ломан (нидерл. Bram Loman), собственно Абрахам Дирк Ломан-младший (нидерл. Abraham Dirk Loman Jr.; 26 октября 1868, Амстердам — 17 сентября 1954, Амстердам) — нидерландский фотограф и музыкант. Сын протестантского теолога Абрахама Дирка Ломана, брат органиста и шахматиста Рюдолфа Ломана.

## Биография
Первоначально учился музыке, но затем заинтересовался фотографией и в 1888 г. отправился в Берлин, где учился у Германа Вильгельма Фогеля. В 1889 г., вернувшись на родину, основал фирму Loman & Co, открывшую магазин-салон художественной фотографии, и занялся усовершенствованием конструкции фотоаппаратов, сконструировав на основе более ранних изобретений Томаса Саттона и Сэмюэла Дансита Маккеллена один из первых прототипов современного зеркального фотоаппарата с автоматическим затвором. Изобретение было запатентовано в Англии, Франции и Германии (нидерландское законодательство того времени патентов такого рода не предусматривало).
В 1896 г. Ломан оставил занятия фотографией и вернулся к музыке. Он брал уроки дирижирования у Виллема Кеса и композиции у Бернарда Зверса, одновременно вошёл в состав дирекции Нидерландской оперы под руководством Корнелиса ван дер Линдена, где в 1897 г. состоялась премьера его оперы «Виоланта, дама в жёлтом» (нидерл. Violante, de vrouw in het geel). На рубеже столетий нидерландскими оркестрами исполнялись симфонические поэмы Ломана «Сон поэта» (нидерл. Dichterdroom) и «После победы» (нидерл. Na de Zegepraal), звучали также его песни. В 1901—1903 гг. вместе с Петером Раабе и Хенри Энгеленом возглавлял Амстердамский музыкальный театр (нидерл. Amsterdamsch Lyrisch Tooneel). Затем преподавал в Арнеме, а в 1906 г. женился на певице Алиде Люткеман и последующие два года провёл вместе с ней в гастрольной поездке по Голландской Ост-Индии и Австралии, исполняя обязанности импресарио.
Вернувшись в Нидерланды, в сентябре 1908 г. сменил Даниэля де Ланге на посту генерального секретаря Общества развития музыки (нидерл. Maatschappij tot Bevordering der Toonkunst). C 1910 г. он был главным редактором музыкального журнала «Cecilia», в 1913 г. основал и возглавил Бюро по авторским правам в музыке (нидерл. Bureau voor Muziek-Auteursrecht). Продолжая интересоваться изобретательской деятельностью, в 1929 г. сконструировал иренафон (нидерл. Irenaphoon) — заводскую сирену, способную исполнять музыкальные пьесы, слышные за 4 километра.